# Smldincotvaré
Smldincotvaré (Dioscoreales), zvané také jamotvaré, je řád jednoděložných rostlin.

## Pojetí řádu
Pojetí řádu se v průběhu vývoje systematiky značně měnilo. Starší taxonomické systémy řád neznaly a třeba Cronquistův systém příslušné čeledi řadí do řádů Liliales a Orchidales. Tachtadžjanův systém řád uznává, ale má taky řády Melanthiales a Burmanniales. Podle nejmodernějšího pojetí sem patří zhruba 3–5 čeledí.

## Systém
Podle 
|  | Taccaceae   |
|  |             |
|  | Thismiaceae |
|  |             |

|  | Burmanniaceae                |
|  |                              |
|  | smldincovité (Dioscoreaceae) |
|  |                              |

|  | Taccaceae   |
|  |             |
|  | Thismiaceae |
|  |             |

|  | Burmanniaceae                |
|  |                              |
|  | smldincovité (Dioscoreaceae) |
|  |                              |

|  | Taccaceae   |
|  |             |
|  | Thismiaceae |
|  |             |

|  | Burmanniaceae                |
|  |                              |
|  | smldincovité (Dioscoreaceae) |
|  |                              |

|  | Taccaceae   |
|  |             |
|  | Thismiaceae |
|  |             |

|  | Burmanniaceae                |
|  |                              |
|  | smldincovité (Dioscoreaceae) |
|  |                              |

## Popis
Jsou to převážně vytrvalé byliny, často s oddenky hlízami či oddenky. Někdy to jsou liány, např. Dioscorea communis. Jsou to častěji zelené fotosyntetizující rostliny, ale značné množství zástupců, zvláště z čeledí Burmanniaceae a Thismiaceae, jsou nezelené heterotrofně se vyživující rostliny. Listy jsou jednoduché, vzácněji složené, přisedlé nebo řapíkaté, často v přízemních růžicích, čepele jsou převážně čárkovité až kopinaté, ale někdy i střelovité či srdčité. U heterotrofních rostlin jsou listy redukované, šupinovité. Květy se nejčastěji skládají ze 6 okvětních lístků, tyčinek bývá nejčastěji 6, vzácněji 3, gyneceum se skládá ze 3 plodolistů, semeník může být svrchní i spodní. Plodem je nejčastěji tobolka, méně bobule aj. Z užitkových rostlin sem patří tzv. jamy rodu Dioscorea, pěstované pro škrobnaté hlízy v tropech.

## Přehled čeledí
- liliovcovité (Nartheciaceae)
- olachanovité (Burmanniaceae) – včetně Thismiaceae
- smldincovité (Dioscoreaceae) – včetně Taccaceae[2]